# Bernhard Klosterkemper
Bernhard Klosterkemper (17 de abril de 1897 - 19 de julio de 1962) fue un general alemán (Generalmajor) en la Wehrmacht durante la II Guerra Mundial, condecorado con la Cruz de Caballero de la Cruz de Hierro de la Alemania Nazi. Klosterkemper se rindió a las tropas Aliadas en mayo de 1945 y fue liberado en 1947.

## Condecoraciones
- Cruz de Hierro (1914)
  - 2ª Clase el 4 de febrero de 1918
  - 1ª Clase el 1 de octubre de 1918
- Medalla de Herido (1918) en Negro el 11 de mayo de 1918
- Cruz de Honor 1914-1918 el 6 de noviembre de 1934
- Medalla de los Sudetes con Barra del Castillo de Praga
- Cruz de Hierro (1939)
  - 2ª Clase el 15 de abril de 1940
  - 1ª Clase el 9 de junio de 1940
- Medalla del Muro Occidental el 22 de noviembre de 1940
- Cruz de Caballero de la Cruz de Hierro el 4 de julio de 1944 como Oberst y comandante del Grenadier-Regiment 920[1]